# 제22사단 (베트남 공화국)
제22보병사단(Sư đoàn 22 Bộ binh)은 베트남 공화국군 제2군단 소속의 사단으로, 베트남 공화국의 중부 고원 지역을 방어하는 역할을 맡았다.